# Liman

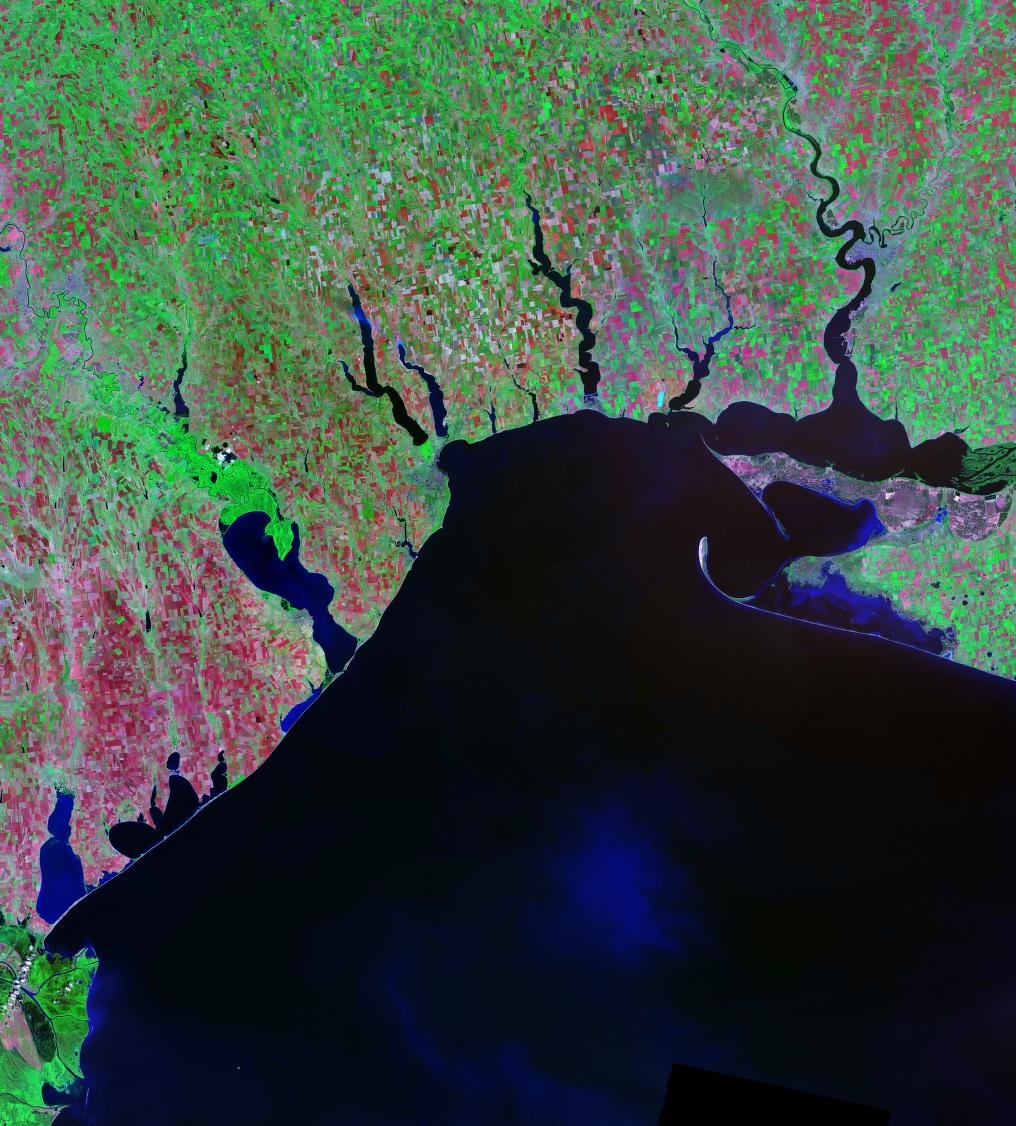
Satellietfoto van limans langs de kust van de Zwarte zee

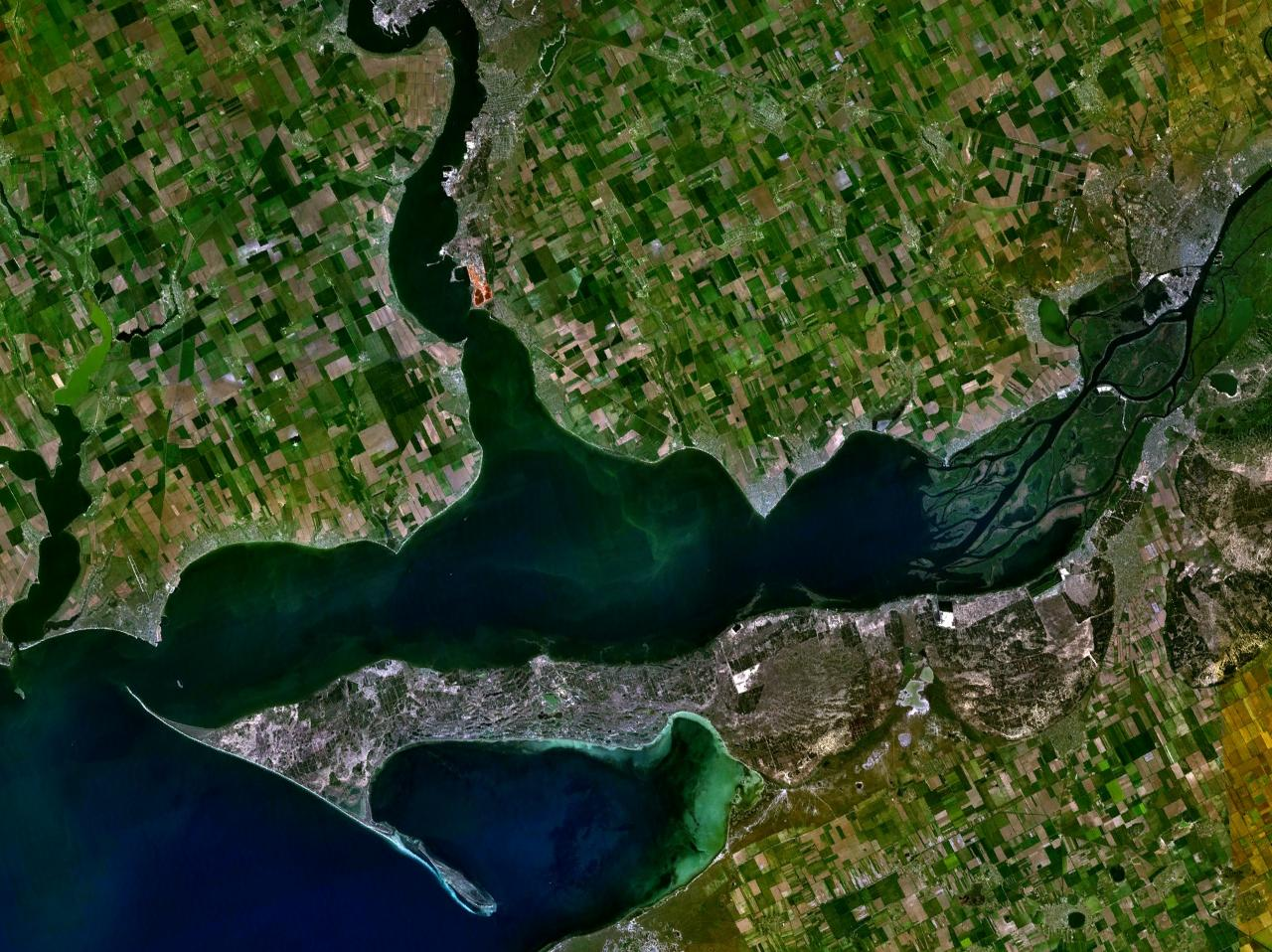
Liman aan de Dnjepr en Zuidelijke Boeg

Een liman is een meer dat gevormd is aan de monding van een rivier waar de stroom is geblokkeerd door een ophoping van sediment. Een liman kan gevormd worden door sediment dat wordt aangevoerd door de zee of door een grotere rivier.
De naam wordt gebruikt voor zulke ophopingen van sediment langs de westelijke en de noordelijke kust van de Zwarte Zee, maar ook voor de monding van de Donau.

## Etymologie
Liman komt van het middeleeuwse Griekse woord λιμένας dat baai of haven betekent. Het woord werd verspreid door de Turken toen ze delen van Oost-Europa en het noorden van de Zwarte Zee bezaten.

## Overzicht van limans
- Zwarte Zee
  - Oekraïne
    - Dnjepr-liman
    - Dnjepr-Zuidelijke Boeg-liman
    - Dnjestr-liman
    - Koendoek-liman
    - Sjagan-liman
    - Alibei-liman
    - Dnistrowsky
    - Boedaki-liman

  - Bulgarije
    - Durankulak
    - Warnameer
    - Pomoriemeer
- Beringzee
  - Rusland
    - Anadyrski Liman
- Zee van Ochotsk/Japanse Zee
  - Rusland
    - Amoer-liman